# Св. св. Петър и Павел (Бърно)
Вижте пояснителната страница за други значения на Свети апостоли Петър и Павел.
Катедралата „Свети Петър и Павел“ е римокатолическа църква, която се намира на хълма Петров в центъра на град Бърно, Република Чехия. Построена е през 13 век като готическа базилика на мястото на по-ранен градеж, за който се предполага, че е някогашният замък на Бърно, датиращ към 11-12 век. През 15 и 16 век е преустройвана, а през 18-и са внесени барокови елементи. Сегашният ѝ вид датира от 1904–5 година, когато двете ѝ внушителни 84-метрови кули са проектирани от архитекта Аугуст Кирщайн в неоготически стил.
Църката е национален паметник на културата и един от най-важните образци на архитектурата на Южна Моравия. От 1977 година катедралата е седалище на епископа на Бърно. Оригиналната църковна крипта от 12 век е отворена за посетители.

## Легенда за църковните камбани
Традицията е църковните камбани на „Свети Петър и Павел“ да бият всеки ден в 11, вместо в 12 часа. Според легендата, по време на Тридесетгодишната война, шведската армия достигнала край Бърно и си направила лагер в Задбърдовице и край Комаров. Обсадата на Бърно продължила без успех няколко месеца, тъй като жителите на града храбро се отбранявали. Шведите имали много ранени войници и бойният дух бил много нисък, заради което предводителят им, Торстенсон, свикал офицерите си в един крайпътен хан, където взели решение на следващия ден да предприемат последно нападение над Бърно и ако градът не паднел до пладне, да се откажат и да свалят обсадата. Ханджията, който обслужвал военните, вече бил понаучил шведски и разбрал разговора им. През нощта стигнал до града по таен проход и предал сведенията си на военачалника на силите в Бърно, Жан-Луи Радуи дьо Суше.
На 15 август сутринта започнала битка на живот и смърт. Когато шведите започнали да проникват в града през пролуки в крепостните стени, Суше изпратил стария звънар да бие камбаните на църквата „Свети Петър и Павел“. Въпреки че топовните изстрели сериозно били повредили кулата, звънарят успял да я изкачи и събирайки всичките си сили, започнал да бие камбаните. Часът бил едва 11 преди обяд, но камбаните отброили дванадесет удара. Чувайки ги, шведите прекратили боя и се приготвили за отстъпление. Преди падането на нощта всички шведи си отишли и Бърно и неговите жители били спасени.
Бърно е единственият град, който устоял на шведските войски по време на Тридесетгодишната война. Оттогава камбаните на „Свети Петър и Павел“ винаги бият в 11 часа.